# Æbelholt-stenen
Æbelholt-stenen (også kendt som Æbelholt-alfabetstenen) er et stenfragment med runer, fundet i Æbelholt Klosterruin i 1938. Stenen har indskriften fuþork- og det antages at resten af futharken også har været ristet ind.